# Руща-Кемпа
Руща-Кемпа (пол. Ruszcza-Kępa) — село в Польщі, у гміні Поланець Сташовського повіту Свентокшиського воєводства.
У 1975-1998 роках село належало до Тарнобжезького воєводства.